# Фотографія робочих процесів
Фотогра́фія робо́чих проце́сів – метод спостереження за всіма елементами робочого (виробничого) процесу (механізованого чи немеханізованого) і всіма витратами робочого часу виконавцями (робітника, ланки, бригади), що відносяться до даного робочого процесу протягом визначеного періоду.